# Немировское
Немиро́вское (укр. Немирі́вське) — село, относится к Балтскому району Одесской области Украины.
Население по переписи 2001 года составляло 622 человека. Почтовый индекс — 66153. Телефонный код — 4866. Занимает площадь 2,84 км². Код КОАТУУ — 5120686602.

## Местный совет
66153, Одесская обл., Балтский р-н, с. Перелёты